# Caldanaerobacter
Caldanaerobacter è un genere di batterio appartenente alla famiglia delle Thermoanaerobacteriaceae.